# 25648 Baghel
25648 Baghel è un asteroide della fascia principale. Scoperto nel 2000, presenta un'orbita caratterizzata da un semiasse maggiore pari a 2,5715029 UA e da un'eccentricità di 0,0547187, inclinata di 3,71585° rispetto all'eclittica.